# Aeroporto di Mineral'nye Vody
L' aeroporto di Mineral'nye Vody-Gornyj o l'aeroporto internazionale di Mineral'nye Vody (in russo: Аэропорт Минеральные Воды) (IATA: MRV; ICAO: URMM) è un aeroporto civile internazionale situato nella parte europea della Russia nel territorio di Stavropol' e serve la città omonima di Mineral'nye Vody.

## Storia
- 1933 - l'apertura della prima pista aeroportuale a Mineral'nye Vody con il primo Terminal Passeggeri.
- 1947 - la ricostruzione ed ulteriore allungamento della pista aeroportuale con l'installazione dei primi sistemi d'illuminazione.
- 1959 - l'apertura del nuovo Terminal Passeggeri con la capacità di 700 passeggeri/ora), l'ampliamento della pista aeroportuale e dell'area dei parcheggi per gli aerei. Inoltre, all'aeroporto sono stati inaugurati Terminal Cargo con un deposito dei carburanti, una mensa e un albergo per 250 persone.
- 1961 - 1965 - la costruzione del Terminal Passeggeri nuovo di 8.400 m² con l'ulteriore aumento della capacità di transito di passeggeri.
- 1988 - la creazione di Distaccamento Aereo Unito di Mineral'nye Vody sulla base degli aerei dell'Aeroflot-Mineral'nye Vody e dell'aeroporto Gornyj.
- 1995 - la fondazione della Azienda Statale la compagnia aerea russa Kavminvodyavia.
- 2005 - l'entrata dell'aeroporto di Mineral'nye Vody nel programma strategico dello sviluppo dei trasporti aerei nel Caucaso russo e l'inizio dei lavori di costruzione della seconda pista aeroportuale, l'ammodernamento del Terminal e dell'area dei parcheggi degli aerei.

## Strategia
L'aeroporto è base tecnica e lo hub principale della compagnia aerea russa Kavminvodyavia, inoltre, all'aeroporto si basa la Fabbrica dell'Aviazione Civile n.411 che effettua gli interventi della manutenzione degli aerei russi Tupolev Tu-154 e Tupolev Tu-204.

## Dati tecnici
L'aeroporto di Mineral'nye Vody è l'aeroporto civile di prima classe (classe A).
La pista dell'aeroporto è certificata secondo le meteo categorie I e II dell'ICAO.
La lunghezza della pista attiva è di 3.900 m х 60 m. La pista dell'aeroporto non ha limitazioni sul peso massimo al decollo ed è equipaggiata per tutti i tipi degli aerei civili (inclusi Antonov An-124, Antonov An-225 Mriya, Airbus A380, Boeing 747) con il moderno sistema ILS.

## Terminal
L'aeroporto di Mineral'nye Vody è uno scalo internazionale e dispone di tre Terminal: Terminal VIP, Terminal Cargo, Terminal Passeggeri.
Terminal Passeggeri Nazionale è stato aperto dopo i lavori di ricostruzione nel 2007. Attualmente all'aeroporto di Mineral'nye Vody si svolgono i lavori di ricostruzione del vecchio Terminal Passeggeri.

## Collegamenti con Mineral'nye Vody
L'Aeroporto di Mineral'nye Vody è collegato con la città con le linee delle navette 10 e 11 che arrivano alla Stazione di Mineral'nye Vody delle Ferrovie russe. Il tempo di percorrenza è di 20-25 minuti.
Inoltre, l'aeroporto è collegato con la città con la linea della navetta 11 che fa la capolinea all'Autostazione di Mineral'nye Vody. Il tempo di percorrenza è di 10 minuti.

## Servizi
L'aeroporto Gornyj dispone dei seguenti servizi:
- Biglietteria con sportello
- Capolinea autolinee, interscambio autobus, taxi
- Bar e fast food
- Ristorante
- Banca e cambiavalute
- Edicola
- Servizi Igienici

- Parcheggi di superficie
- Ascensori e montacarichi
- Polizia di frontiera
- Dogana
- Ambulatorio medico
- Duty Free